# Wanda Marossanyi
Wanda Marossanyi ps. Wanda (ur. 10 stycznia 1918 w Nowym Sączu  – zm. 20 sierpnia 2011 w Krakowie) – łączniczka w Tajnej Organizacji Wojskowej, później SZP–ZWZ, od 1942 więźniarka Oświęcimia.

## Życiorys
Urodziła się 10 stycznia 1918 w Nowym Sączu w rodzinie prawnika Juliusza i Henryki z Jakubowskich. Miała brata Jana. W 1936 w Jaśle uzyskała świadectwo maturalne w prywatnym Gimnazjum Żeńskim im. Błogosławionej Jolanty, a następnie rozpoczęła studia w Wyższej Szkole Handlowej w Krakowie.
II wojna światowa zastała Wandę z rodziną w Szczawnicy, którą 2 września zajęli Niemcy. Jesienią 1939 Wanda za pośrednictwem hr. Adama Stadnickiego, który był właścicielem Uzdrowiska Szczawnica, razem z całą rodzina zaangażowała się w konspirację. Początkowo działała w TOW, a następnie przez Wojciecha Zachwieję była zaprzysiężona pod ps. „Wanda” do SZP, który był łącznikiem z placówką konspiracyjną w Nowym Sączu. Od momentu zamieszkania w „Willi Helena”, stał się on punktem bardzo licznych przerzutów oficerów do formujących się we Francji PSZ, kurierów Obszaru IV Krakowskiego ZWZ na Węgry, którym kierowała Maria Krzeczunowicz ps. „Dzidzia”. „Wanda” była łączniczką, pomagała matce w organizowaniu przerzutów, a wszystkie sprawy były przez nią załatwiane poza domem. 30 listopada 1941 „Wandę” razem z rodzicami aresztowało gestapo (bratu udała się opuścił dom kilka dni wcześniej) we wsypie 18 osób. Po trzech dniach przewieziono ich do więzienia „Pałace” w Zakopanem,  skąd po 4 miesiącach ciężkiego śledztwa do więzienia w Tarnowie. 28 maja 1942 transportem więziennym z Krakowa razem z matką przewiezione zostały do Auschwitz, gdzie jako więźniarka polityczna otrzymała nr 7524. W obozie razem z matką pracowała w polu, a po przeniesieniu do Birkenau w kuchni, a później w „Entwesungskammer” i w „Arbeitseinsatz”. Zaangażowała się w konspirację obozową, pomagając więźniarkom, zapewniając pracę kobietom związanym przed aresztowaniem z konspiracją, ratując kobiety przed wysyłką na roboty do Niemiec, przekazywaniem informacji uzyskanej z obozu męskiego od uwięzionego tam i zaangażowanego w konspirację ojca. W Auschwitz była więziona do 18 stycznia 1945, dnia w którym razem z innymi więźniarkami została przewieziona do Ravensbrück, a następnie do obozu w Neustadt Glewe, który 2 maja 1945 oswobodziło wojsko amerykańskie. 21 maja Wanda powróciła do Krakowa. Na Akademii Ekonomicznej podjęła przerwane wojną studia, które ukończyła w 1946 uzyskawszy magisterium z ekonomii. Następnie w roku akademickim 1946 /47 studiowała anglistykę na Wydziale Humanistycznym Uniwersytetu Jagiellońskiego. W 1947 otrzymała stypendium rządu francuskiego i przez 1,5 roku studiowała w Paryżu na wydziale prawa Faculte de Droit. W 1948 wróciła do Polski i podjęła pracę na Akademii Ekonomicznej w Krakowie. Od 1953 do 1978, kiedy to przeszła na emeryturę pracowała w Wydawnictwie Literackim. W 1978 otrzymała odznakę Zasłużonego Działacza Kultury. 
Zmarła 20 sierpnia 2011 w Krakowie, spoczęła w grobowcu rodzinnym na Cmentarzu Rakowickim.

## Odznaczenia
- Krzyż Srebrny Orderu Wojennego Virtuti Militari – Uchwała Rady Państwa Nr O/ 134 z 10 grudnia 1971
- Krzyż Armii Krajowej – 11 stycznia 1969
- Złoty Krzyż Zasługi – 24 maja 1973
- Krzyż Partyzancki – 28 stycznia 1974
- Krzyż Oświęcimski – 4 czerwca 1986